# Grijze wortelkorst
Grijze wortelkorst (Psilolechia clavulifera) is een korstmossoort uit de familie Psilolechiaceae. Hij leeft in symbiose met de alg Stichococcus.

## Determinatie
Grijze wortelkorst is een korstvormig korstmos. Het thallus vormt kleine, korrelige plekken (korrels 14–33 x 1,0–14 µm) die soms samenkomen en een oppervlak hebben dat varieert van wit tot bleekgroenig grijs. De apotheciën, kleine structuren op het oppervlak, zijn vaak aanwezig en hebben een diameter van 0,1–0,3 mm. Ze zijn bolvormig tot knobbelig en hebben donkerbruine tot blauwzwarte schijven, soms omringd door een wit randje. De ascosporen zijn klein en traanvormig, 1-cellig (zelden 1-septaat) en meten 4–7 × 1,2–2,0 µm. 
Het heeft de volgende kenmerkende kleurreacties:
- thallus: K-, P-, KC-, C-, P-, UV-.
- epithecium: K+ (groenig)
- hymenium: I+ (blauw)
- hypothecium (groenige delen): N+ (paars-rood)
- asci (apicale ring): K/I+ bleek blauw

De anamorf komt frequent voor. Het thallusoppervlak vaak met verspreide conidiogene cellen 7–12 × 1–2 µm, ± cilindrisch (geen pycnidiën waargenomen); conidiën: 7–15 x 2–2,3 µm, min of meer langwerpig.

## Ecologie
Grijze wortelkorst kan zowel epilitisch als terrestrisch worden aangetroffen.

## Verspreiding
Het verspreidingsgebied van grijze wortelkorst strekt zich uit over Europa, Noord-Amerika, Australië en Nieuw-Zeeland. In Nederland is het een zeer zeldzame soort. Hij staat niet op de Nederlandse Rode Lijst en is niet bedreigd.